# M16A4
M16A4 er standard riflen for amerikanske soldater og marinesoldater. Riflen er afløseren for M16A2 riflen. M16A4 har ikke sin forgængers indbyggede sigtemidler, men derimod et Picatinny Rail system, hvorpå der kan sættes forskellige sigtemidler, så som kikkertsigter eller rødpunktsigter.
Marinekorpsets rifler har normalt et M5 RAS frontgreb, der også giver mulighed for at sætte ekstra tilbehør, så som lasersigter eller lygter på riflen.
M16A4 er ligesom M16A2 ikke i stand til at skyde fuldautomatisk, men derimod med treskudsbyger og enkeltskud.